# قانون اساسی موناکو
قانون اساسی موناکو (انگلیسی: Constitution of Monaco) عالی‌ترین قانون کشور موناکو است. این قانون اولین بار در ۱۹۱۱ پس از انقلاب ۱۹۱۰ تصویب شد و سپس با تجدید نظر شاهزاده موناکو در ۱۷ دسامبر ۱۹۶۲ اصلاح شد. در این قانون سه قوه اصلی به همراه چندین دفتر اجرایی و تعدادی شورا پیش‌بینی شده است که به عنوان مشاور و مرجع قانون‌گذاری زیر نظر شاهزاده فعالیت می‌کنند.